# Steinbruch Halbeswig

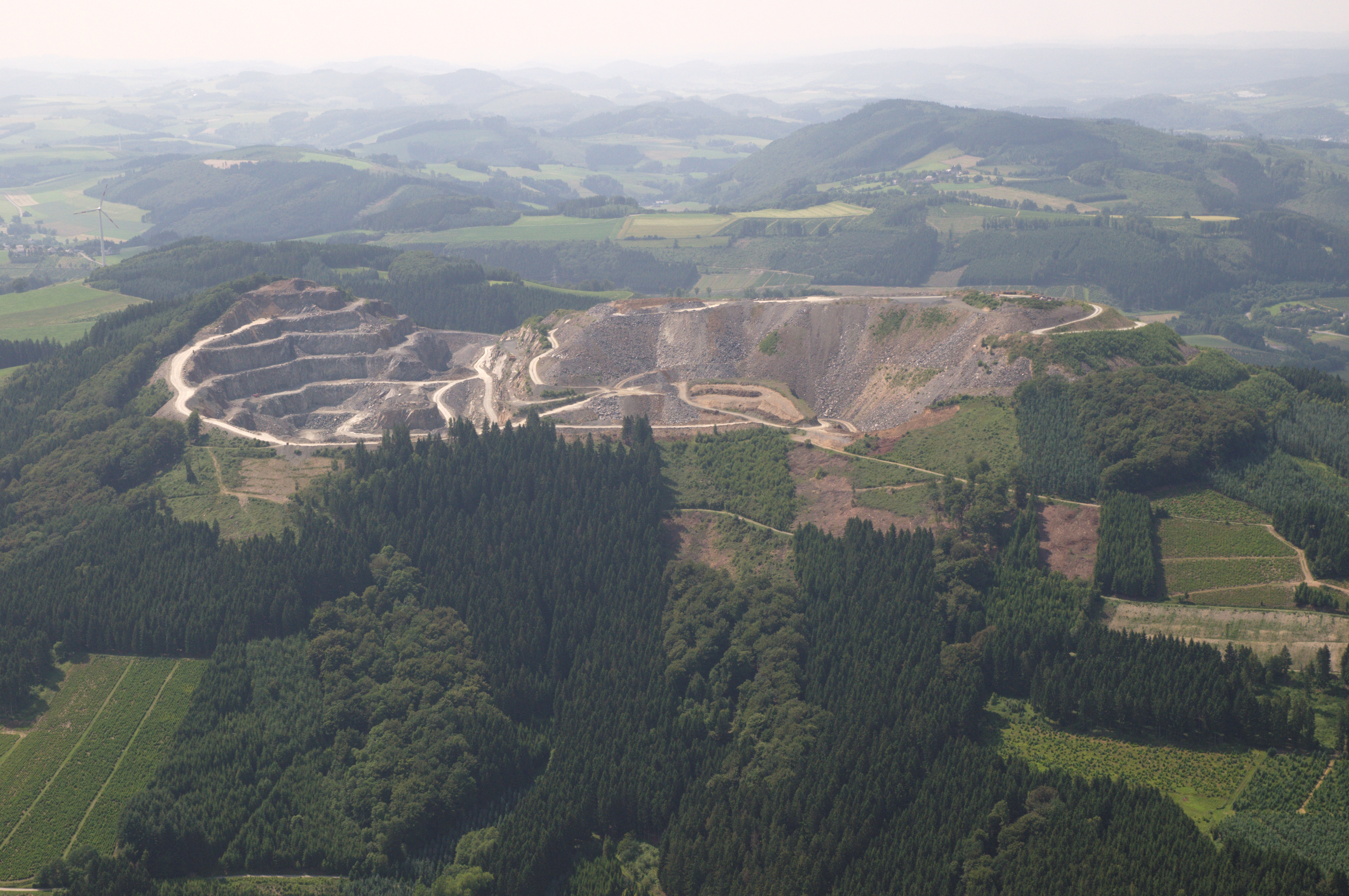
Steinbruch Halbeswig von Osten

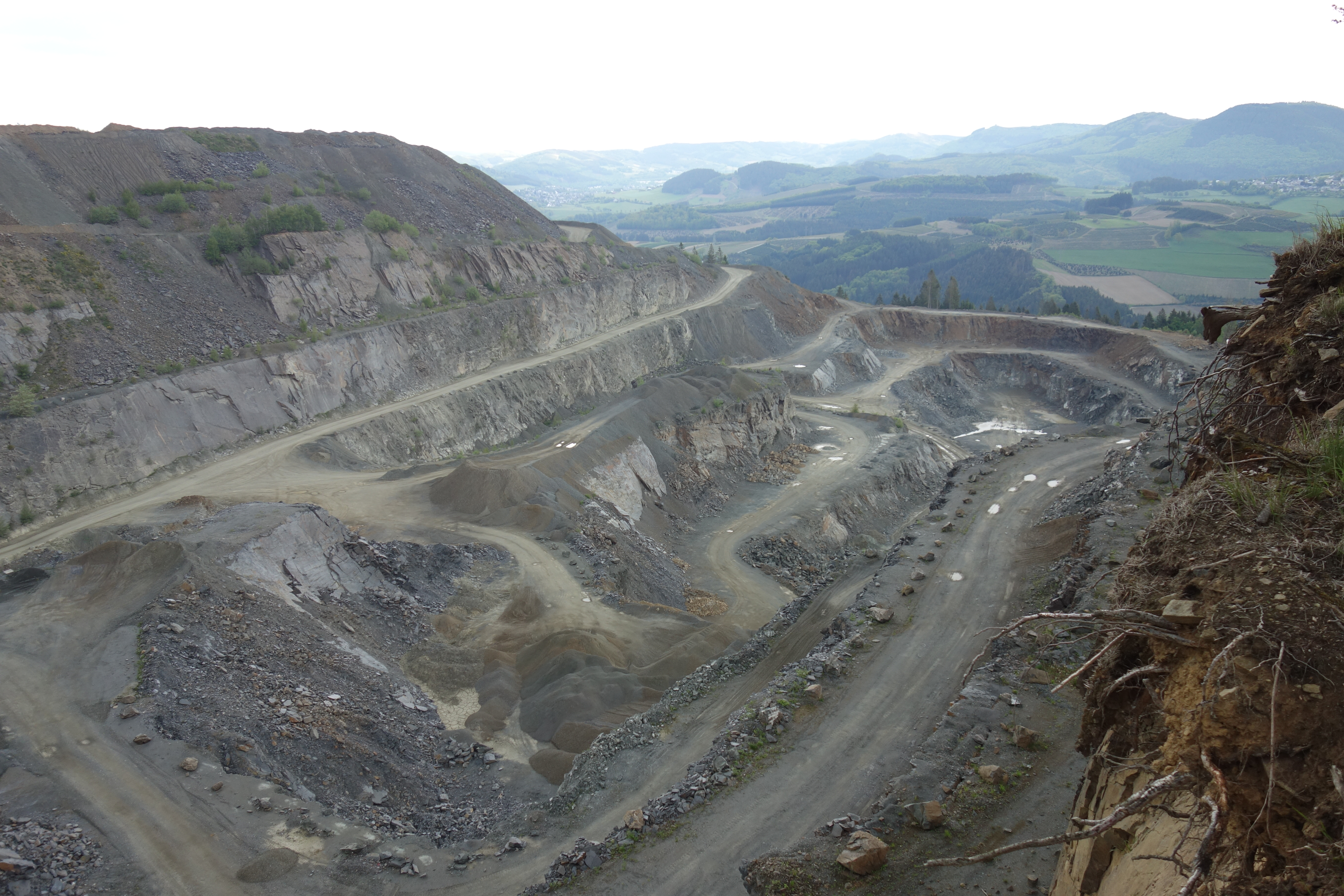
Südostbereich vom Bruch

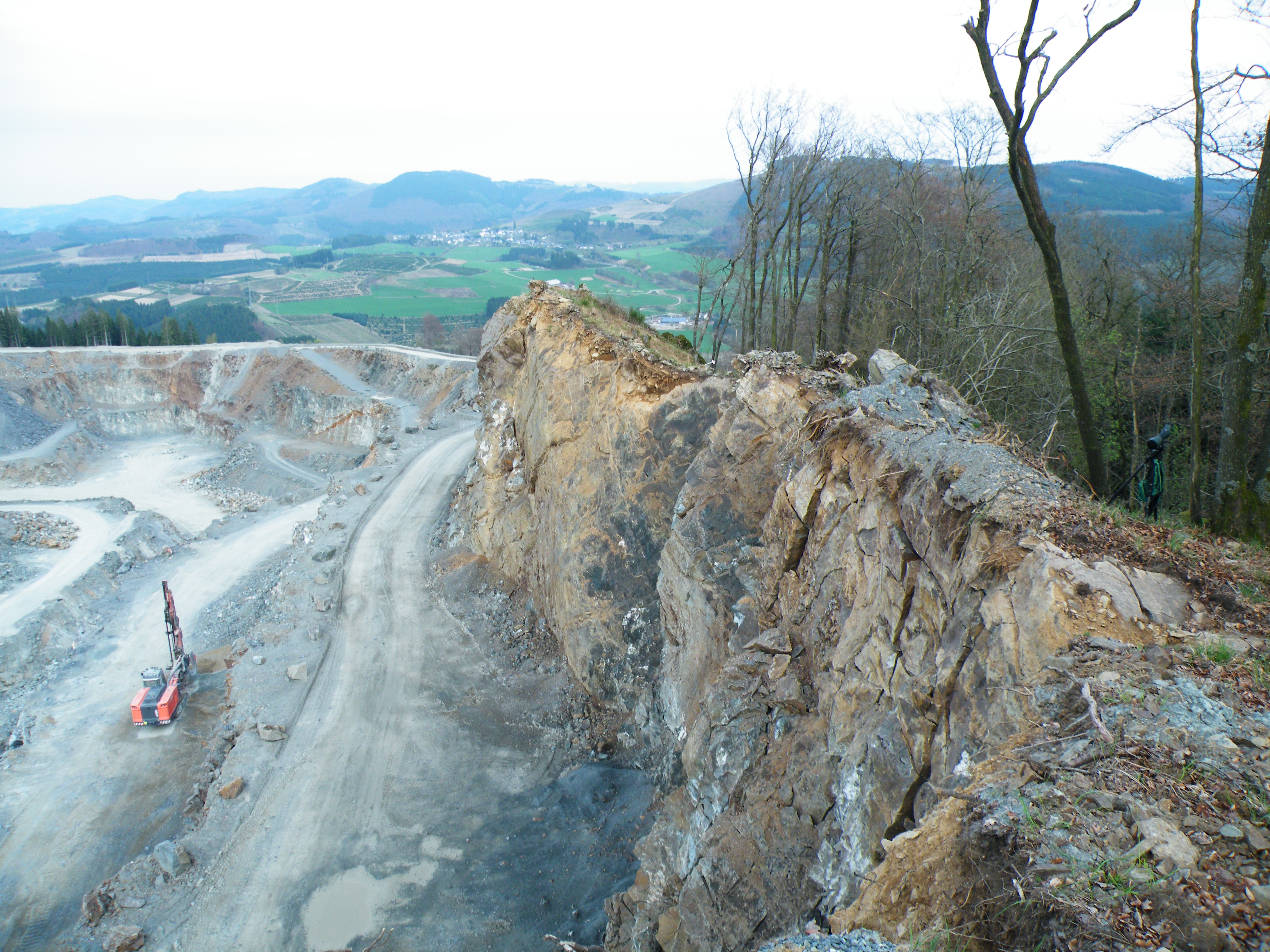
Steinbruch mit Rand vom Naturschutzgebiet Auf der Burg

Der Steinbruch Halbeswig ist ein aktiver Diabas-Steinbruch östlich von Halbeswig im Gemeindegebiet von Bestwig. Der Bruch wird von der Diabaswerk Halbeswig GmbH & Co. KG seit 1994 betrieben. Die Firma ist Teil der seit 1913 bestehenden Unternehmensgruppe Pescher. Westlich, nördlich und östlich grenzt der Steinbruch an das Landschaftsschutzgebiet Bestwig. Im Süden grenzt das Naturschutzgebiet Auf der Burg an.

## Nutzung zur Rohstoffgewinnung
Der Steinbruch in rund 500 m ü. M. dient zur Gewinnung von Diabas. Das Gestein wird aus drei bis zu 70 m mächtigen Lagergängen abgebaut. Der Diabas wird hauptsächlich zu Edelsplitten und Edelbrechsanden für den Asphalt- und Betonstraßenbau, Gleisschotter, Wasserbausteinen und Tragschichtgemischen verarbeitet, aber auch zu diversen Sondermaterialien weiterverarbeitet. Im Jahr werden aktuell etwa 900.000 t Diabas abgebaut. Dabei sind und 15 Großgeräte wie Muldenkipper und Bagger von Caterpillar und Komatsu im Einsatz.
Die Erkundung des Geländes erfolgte 1975 durch die Firma Pescher. Der Abbau begann erst 1994, davor wurde im Genehmigungsverfahren bis vor zum Bundesverwaltungsgericht um die Abbau-Genehmigung gestritten. Pro Sprengung werden 10.000 bis 30.000 Tonnen Gestein abgesprengt. Das Verhältnis von verwertbarem Gestein zu Abraummaterial beträgt teilweise nur 1:1 und lohnt sich nur wegen des wertvollen Diabasgesteins. Teilweise kann auch der abgebaute Tonschiefer noch genutzt werden, da er bessere Eigenschaften wie normaler Tonschiefer hat. Ursprünglich war der Abbau von 400.000 Tonnen Gestein pro Jahr geplant, 2013 waren es bereits 800.000 Tonnen pro Jahr. Die Brecheranlage verarbeitet pro Stunde 350 Tonnen Gestein. 2013 arbeiteten 35 Personen im Bruch.
Das südlich angrenzende Naturschutzgebiet Auf der Burg wurde 2008 mit dem Landschaftsplan Bestwig mit Befristung für den Großteil der NSG-Fläche ausgewiesen. Der Regionalplan sieht diesen Teil der NSG-Fläche als „Bereich für die oberirdische Gewinnung von Bodenschätzen“ vor. Dies bedeutet, dass dieser NSG-Teil bei Vorliegen einer Genehmigung der Unteren Umweltschutzbehörde als Steinbruch genutzt werden darf und damit weggesprengt wird. Um 2022 wurde eine Genehmigung der Unteren Umweltschutzbehörde zum Abbau der NSG-Befristungs-Fläche erteilt.

## Mineralien im Steinbruch
Die Homepage vom Mineralienatlas - Fossilienatlas listet für den Steinbruch die Mineralien Albit, Anatas, Aragonit, Bergkristall, Brookit, Calcit, Dolomit, Galenit, Manganoxid, Pyrit, Quarz und Titanit auf.

## Unfälle
Im September 2018 floss eine große Menge Gesteinsmehl vom Steinbruchgelände durch eine Spanne, ein Auffangbecken war übergelaufen, in den angrenzenden Wald. Das Gesteinsmehl vermischt mit Wasser floss über zwei Wirtschaftswege bis in einen Graben der Berlarer Straße am Ortsausgang von Heringhausen und dann in die Valme. Angler hatten einen grauen Schleier in der Valme bemerkt und dies der Fischereibehörde des Kreises gemeldet. Die Untere Wasserbehörde informierte die Abteilung Immissionsschutz des Hochsauerlandkreises, die für die Überwachung der Steinbrüche im Kreisgebiet zuständig ist, und diese meldete den Vorfall dem Betreiber.
Am 26. Juni 2025 stürzte ein Muldenkipper zehn Meter eine steile Böschung herunter. Im unwegsamem und extrem steilen Gelände musste der schwer verletzte Fahrer mit einer Schleifkorbtrage gesichert und über das steile Gelände nach oben transportiert werden. Der verletzte Fahrer wurde per Rettungshubschrauber in eine Spezialklinik geflogen. Es waren 30 Einsatzkräfte von der Feuerwehr-Löschgruppe Heringhausen, dem Löschzug Velmede-Bestwig, der Feuerwehr Meschede, der Rettungsdienst HSK und die Polizei vor Ort. Nach der Personenrettung musste sich die Feuerwehr um größere Mengen ausgelaufener Betriebsstoffe des Muldenkippers kümmern.

## Sonstiges
Seit 2019 finden Offroad Bustouren statt, bei denen auch der Steinbruch Halbeswig, dort als Steinbruch Berlar bezeichnet, besucht wird.